# Châtillon (Fribourg)
Pour les articles homonymes, voir Châtillon.
Châtillon est une localité et une commune suisse du canton de Fribourg, située dans le district de la Broye.

## Géographie
Châtillon mesure 1,31 km2. 16,9 % de cette superficie correspond à des surfaces d'habitat ou d'infrastructure, 55,4 % à des surfaces agricoles, 27,7 % à des surfaces boisées et 0,0 % à des surfaces improductives.
Châtillon est limitrophe de Cheyres-Châbles et Estavayer.

## Population

### Gentilé et surnom
Les habitants de la commune se nomment les Châtillonnais.
Ils sont surnommés les Bons Lurons.

### Démographie
Châtillon possède 527 habitants en 2023. Sa densité de population atteint 402 hab./km².
Le graphique suivant résume l'évolution de la population de Châtillon entre 1850 et 2008 :